# Johann Georg von Hahn
Johann Georg von Hahn (* 11. Juli 1811 in Frankfurt am Main; † 23. September 1869 in Jena) war österreichischer Diplomat und Albanologe.

## Leben
Hahn war der Sohn von Philipp Franz Hahn (1770–1836), der seit 1814 landgräflich-hessischer Leibarzt und Geheimer Rat war und 1823 im Großherzogtum Hessen geadelt wurde. Sein Bruder war Friedrich von Hahn.
Nach dem Besuch des Gymnasiums in Mainz studierte er in Gießen und Heidelberg von 1828 bis 1832 Rechtswissenschaften und wurde promoviert. Ab 1834 war er im griechischen Justizdienst, den er verlassen musste mit Einführung der Konstitution 1843, dem Ende der Alleinherrschaft Otto I. Er blieb in Athen und betreute das preußische Konsulat in Athen. 1847 kam er mit Hilfe des österreichischen Konsuls Baron Prokesch-Osten in Athen als Vizekonsul nach Janina. 1851 ernannte man ihn zum Konsul in Syra und 1869 zum Generalkonsul in Athen. Er förderte die wirtschaftliche Durchdringung des Balkanraums durch Österreich-Ungarn. Er gilt als Begründer der Albanien-Forschung. Bei seinem Aufenthalt in Janina beschäftigte er sich mit Albanien. Er sammelte vor Ort Material, lernte Albanisch und wies die Zugehörigkeit des Albanischen zur indogermanischen Sprachfamilie nach.
Im Jahr 1861 unternahm er den Versuch, den von Johann August Zeune 1808 etablierten Begriff „Balkanhalbinsel“ durch „südosteuropäische Halbinsel“ zu ersetzen, um eine formal korrektere Bezeichnung zu verwenden – was ihm jedoch letztlich nicht gelang.

## Ehrungen
In Pristina ist eine Straße nach ihm benannt (Rruga Johan V. Hahn).

## Werke
- Albanesische Studien, Bd. 1–3, Jena 1854, reprint Dion.Karavias, Athen 1981   web pdf
- Griechische und albanesische Märchen, Bd. 1–2, Leipzig 1864, München/Berlin 1918 (Download als E-Book); weitere Ausgabe: Griechische Märchen / gesammelt und übersetzt von Johann Georg von Hahn, Greno-Verlag, Nördlingen 1987, Reihe Die Andere Bibliothek, ISBN 978-3-89190-227-1.
- Reise von Belgrad nach Salonik, Wien 1861 (Digitalisat der 2. Aufl. von 1868 aus dem Bestand des Leibniz-Instituts für Ost- und Südosteuropaforschung)
- Reise durch die Gebiete von Drin und Wardar, Wien 1867 (Digitalisat von Band 1 aus dem Bestand des Leibniz-Instituts für Ost- und Südosteuropaforschung)